# Баница (Шарлия)
Вижте пояснителната страница за други значения на Баница.
Баница (на гръцки: Καρυές, Кариес, катаревуса: Καρυαί, Карие, до 1922 година Μπάνιτσα, Баница) е бивше село в Егейска Македония, на територията на дем Сяр, Гърция.

## География
Развалините на селото се намират на 20 километра северно от град Сяр в полите на планината Шарлия (Врондос) на река Серовица, наричана тук Фрътската ряка, по името на съседното село Фращани.

## Етимология на името
Името на селото не е производно на тестеното изделие баница, а на баня.

## История

### Средновековие
На 1 km южно от Баница са развалините на крепостта Кулата.

### В Османската империя
Според Йордан Н. Иванов името е от баня с наставка – ица. Сравними са серия имена в българската езикова област. Жителското име е ба̀нича̀нин, ба̀нича̀нка, ба̀нича̀не.
Йордан Н. Иванов цитира местна легенда, която твърди, че селото е унищожено от чума и после възстановено от българи от съседните села и от арнаути. Около селото има много развалини в местностите Калъ̀та, Градище, Карпачѐ. На час северезападно има развалини на стара църква.
Докъм средата на 19 век жителите на Баница промиват магнетитов пясък, като след замирането на железодобивната индустрия през втората половина на века баничани продължават да добиват дървени въглища, които продават в Сяр. Според „Етнография на вилаетите Адрианопол, Монастир и Салоника“, издадена в Константинопол в 1878 година и отразяваща статистиката на населението от 1873, Баница (Banitsa) има 101 домакинства с 330 жители българи.
В 1889 година Стефан Веркович („Топографическо-этнографическій очеркъ Македоніи“) пише за Баница:
| „ | Баница: християнско село, разположено в склоновете на Шерлия; 1 църква, 1 училище, жителите са българи, които се занимават със земеделие и снабдяват града с дърва и въглища; отстои от града на 2 часа. | “ |

В статистическите си таблици Веркович отбелязва Баница като село със 131 български къщи.
В 1891 година Георги Стрезов определя селото като част от Баницакол и пише:
| „ | Баница, по пътя от Сяр за Броди, разположено в един дол, образуван от върховете Ляля, Саригяр и Капакли. Мястото бидейки каменисто, повечето жители слизат по полето за работа. Останалите са въгляри и кираджии. Църква „Св. Богородица“; пеят гръцки и училище с 20 ученика, тъй също гръцко. 90 къщи с население 450 души само българе. | “ |

Според статистиката на Васил Кънчов („Македония. Етнография и статистика“) в 1900 година в Баница живеят 840 българи християни.
Селото е чисто екзархистко. По данни на секретаря на екзархията Димитър Мишев („La Macédoine et sa Population Chrétienne“) в 1905 година в селото има 1080 българи екзархисти.
Край село Баница на 4 май 1903 година в сражение с османска жандармерия загива Гоце Делчев. Жителите на Баница участват активно в Илинденското въстание и 88 къщи в селото са опожарени от османските войски, като църквата е единствената оцеляла сграда.
В 1877 година в Баница служат униатските свещеници Димитър Ламашев и Захарий Запрев.
В 1910 година според училищния инспектор към Българската екзархия в Сяр Константин Георгиев в Баница функционира българско училище с учител Б. Христов, а учениците са общо 30 (27 момчета и 3 момичета).
При избухването на Балканската война в 1912 година девет души от Баница са доброволци в Македоно-одринското опълчение. През войната в 1912 година селото е освободено от българската армия и тогава то има 160 къщи.

### В Гърция
В 1913 по време на Междусъюзническата война Баница е разорено и изгорено от гръцката армия, като една част от населението е избито, а друга бяга в България. Баничани се заселват в Мехомия, Бачево, Неврокоп, Свети Врач и на други места. В 1922 година селото е прекръстено на Карие. След 1919 година част от униатските жители на селото се установяват край Гара Левуново, където основават село Делчево, днес Ново Делчево.
Селото е изоставено и е в развалини. Единствената запазена сграда е камбанария, издигната в селото през 1883 година, на която ясно личи надпис на български език с името на строителя ѝ – „Мастора Георги Диму[в] Жилюв“. Запазена е също източната стена на църквата с апсидата, на която се различават ясно останки от стенописите. До олтара на църквата е бил разположен първият гроб на Гоце Делчев.

## Личности
Родени в Баница
- Божик Василев (1872 – ?), македоно-одрински опълченец, четата на Георги Занков, Трета рота на Единадесета сярска дружина[17]
- Иван Григоров (Глигоров, 1883 – ?), македоно-одрински опълченец, четата на Георги Занков, Втора рота на Четвърта битолска дружина[18]
- Иван Костадинов, македоно-одрински опълченец, четата на Георги Занков[19]
- Иван Стоев (1886 – ?), македоно-одрински опълченец, четата на Георги Мяхов[20]
- Илия Атанасов (1886 – ?), македоно-одрински опълченец, четата на Георги Занков, Трета рота на Единадесета сярска дружина[21]
- Михаил Запров (Запрев, 1882 – ?), македоно-одрински опълченец, четата на Георги Занков, Трета рота на Единадесета сярска дружина[22]
- Никола Пантушев (1880 – 1985), български революционер от ВМОРО, съхранявал костите на Гоце Делчев до 1917 година, починал в гр. Белово
- Петър Костов, македоно-одрински опълченец, четата на Георги Мяхов[23]
- Стефан (? – 1907), български революционер от ВМОРО, серски районен войвода от март 1907 година, когато замества убития Ташко. През април 1907 година загива в сражение с турски аскер[24]
- Стоян Божинов (1877 – ?), македоно-одрински опълченец, четата на Георги Занков, Първа рота на Единадесета сярска дружина[25]
- Яне Запров (Ани Запрев, 1883 – ?), македоно-одрински опълченец, четата на Георги Занков, Трета рота на Четвърта битолска дружина[22]
- Треньо Кърджиев, ятак на Гоце Делчев [26]

Починали в Баница
- Гоце Делчев (1872 – 1903), български революционер и национален герой
- Димитър Гущанов (1876 – 1903), български революционер от ВМОРО
- Димитър Палянков, четник на ВМОРО, загинал с Гоце Делчев в сражението при Баница на 4 май 1903 г.
- Пейо Гарвалов (1876 – 1907), български революционер от ВМОРО
- Стефан Страхинов (1882 – 1903), четник на ВМОРО, загинал с Гоце Делчев в сражението при Баница
- Стоян Захариев, четник на ВМОРО, загинал с Гоце Делчев в сражението при Баница на 4 май 1903 г.

## Други
На Баница е наречена улица в квартал „Крива река“ в София (Карта).